# Opisthoncus inconspicuus
Opisthoncus inconspicuus là một loài nhện trong họ Salticidae.
Loài này thuộc chi Opisthoncus. Opisthoncus inconspicuus được Tord Tamerlan Teodor Thorell miêu tả năm 1881.